# Langa (Le Cap)
Pour les articles homonymes, voir Langa.
Langa est un township d'Afrique du Sud, situé dans les Cape Flats à l'est de la ville du Cap. Administrativement directement rattaché à la municipalité métropolitaine de la ville du Cap, Langa est le plus ancien township de la péninsule du Cap.

## Étymologie

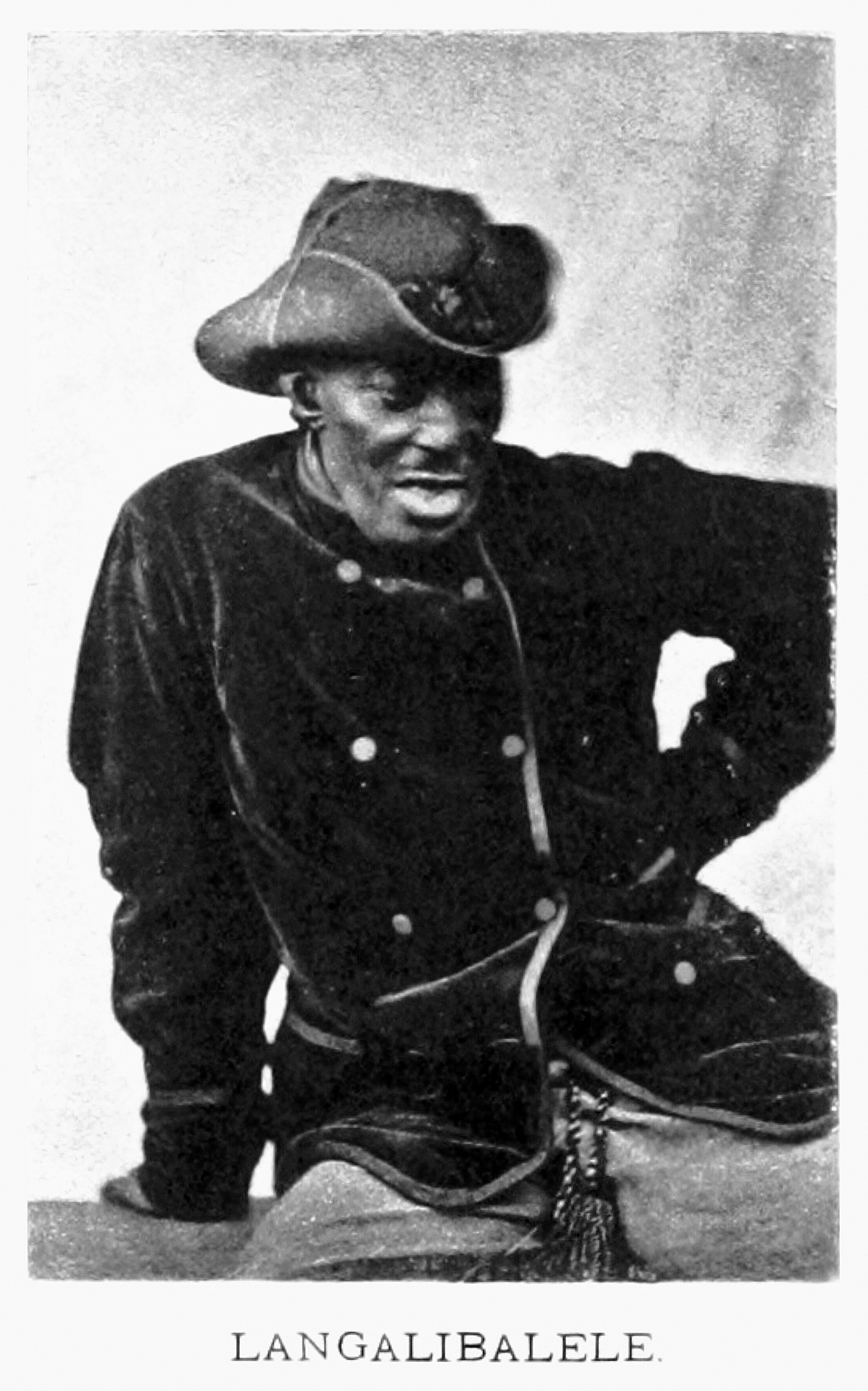

Le nom de Langa signifie soleil en xhosa et est dérivé du nom de Langalibalele, roi des amaHlubi, emprisonné à Robben Island en 1873 après s'être rebellé contre le gouvernement de la colonie du Natal. Langa est ainsi parfois appelé Kwa-Langa signifiant place de Langa.

## Localisation
Langa est située à 26 km à l'est de la ville du Cap au nord de la N2 en direction de l'aéroport international du Cap et à l'ouest de Jakes Gerwel Drive.

## Démographie
Selon le recensement de 2011, Langa compte 52 401 habitants, essentiellement issus de la communauté bantou (99,12 %) de langue xhosa (91,99 %). Les Coloureds représentent 0,38 % des habitants et les blancs environ 0,07 % des résidents.

## Historique
Les premières populations bantous, originaires d'Afrique du Sud, s'installent au Cap au XIXe siècle. Ils habitent alors dans des quartiers non ségrégués, notamment au centre-ville. Mais à la suite d'une épidémie de peste qui ravage la ville à la fin du XIXe siècle, les discours victoriens sur la santé et la salubrité urbaine, soutenus notamment par le clean party, amalgament dans un même thème les populations non civilisés, l’hygiène et la propreté. La solution apportée est celle de la ségrégation. 
En 1901,  un arrêté municipal attribue pour la première fois à la population noire du Cap un quartier exclusif à titre de résidence : Ndabeni.
Durant les premières années de l'Union de l'Afrique du Sud, les travailleurs migrants bantous qui arrivent au Cap ne disposent pas d'autres lieux d'accueil ou de zones résidentielles que Ndabeni. Les quelques quartiers mixtes et Ndabeni sont cependant souvent denses, petits, insalubres, contestés par le voisinage blanc ou leurs statuts ne sont pas définis. Il leur est ainsi difficile d'accueillir de nouveaux résidents.
Le township de Langa a été créé en 1927, en application de l'Urban Areas Act de 1923, afin de permettre à la ville du Cap de disposer d'un lieu officiel légal de résidence, exclusif et à bon marché pour loger les populations noires du Cap, une population qui est minoritaire dans la péninsule du Cap, et plus particulièrement pour gérer les nouveaux travailleurs migrants originaires du Cap-Oriental. Le lieu où est établi Langa est d'ailleurs choisi afin notamment de faciliter la surveillance et le contrôle des résidents.
En 1946, le township de Nyanga est créé pour désengorger Langa. Avec la mise en place de l'apartheid à partir des années 1950, Langa et Nyanga deviennent vite surpeuplées. 
Le 21 mars 1960, jour du massacre de Sharpeville, plusieurs manifestants contre l’apartheid à l'appel du congrès panafricain d'Azanie (PAC) sont tuées à Langa. 
Langa, Nyanga et Gugulethu furent jusqu'au début des années 1990 un foyer de contestation de l'apartheid où recrutaient les mouvements d'opposition tels le congrès national africain (ANC) et le PAC.

## Situation sociale
Langa est un quartier difficile qui souffre de pauvreté et de chômage. Le bidonville de Joe Slovo, établi dans les années 1990, est le plus grand camp de squatteurs de Langa et l'un des plus grands du pays. En 2014, Langa a été le théâtre d'importants mouvements sociaux contre le gouvernement sud-africain afin de dénoncer les conditions de vie dans Langa, la pénurie de logements, l'insalubrité ou pour dénoncer le massacre de Marikana.

## Politique
Langa se situe dans le 15e arrondissement du Cap  (sub council 15) et se partage entre 2 circonscriptions municipales : 
- la circonscription municipale no 51 dont le conseiller municipal est Neliswa Ngqose (ANC)[3].
- la circonscription municipale no 52 dont le conseiller municipal est Mayenzeke Sopaqa (ANC)[4].

## Personnalités liées à ce township
- Fatima Dike, dramaturge et directeur de théâtre sud-africain.
- Brenda Fassie, musicienne.
- Thabo Mngomeni, joueur de football sud-africain.